# Арнаутов Антон Артурович
Анто́н Арту́рович Арнау́тов (2 жовтня 1991 — 24 травня 2022) — молодший сержант Збройних сил України, учасник російсько-української війни, кавалер ордена «За мужність» III ступеня.

## Життєпис
Народився 2 жовтня 1991 року в місті Конотоп. Навчався в Конотопській міській гімназії та Конотопській загальноосвітній школі № 12. Після здобуття середньої освіти вступив до Конотопського вищого професійного училища. З 2012 жив та працював у Києві.
З перших днів повномасштабного вторгнення став до лав ТрО Києва.
Загинув 24 травня 2022 року потрапивши під мінометний обстріл.

## Нагороди та вшанування
- Орден «За мужність» III ступеня (31 жовтня 2023, посмертно) — за особисту мужність, виявлену у захисті державного суверенітету та територіальної цілісності України, самовіддане виконання військового обов'язку[1].
- Почесний громадянин Конотопа.